# Otome Point
Otome Point är en udde i Antarktis. Den ligger i Östantarktis. Norge gör anspråk på området.
Terrängen inåt land är huvudsakligen kuperad, men den allra närmaste omgivningen är platt. Havet är nära Otome Point åt nordväst. Trakten är obefolkad. Det finns inga samhällen i närheten.